# Papilla incisiva

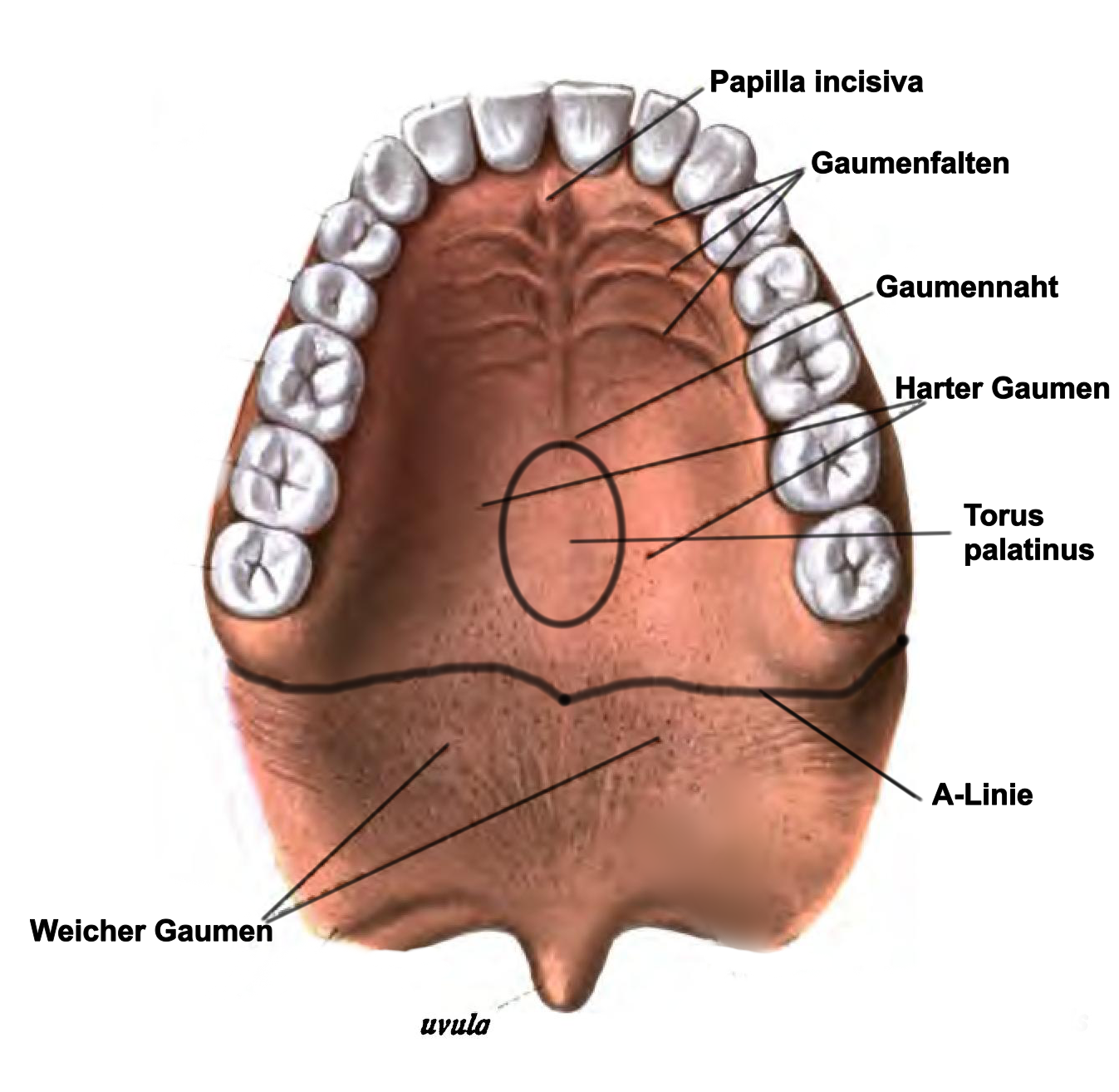
Verhemelte met de papilla incisiva aangegeven

De papilla incisiva is een doorgaans ovaalvormige papil van het slijmvlies in de middenlijn van het voorste harde verhemelte vlak achter de snijtanden.
De papilla incisiva markeert de positie van de foetale canalis incisivus.
Druk die door een eventueel boven-kunstgebit op de papilla incisiva wordt uitgeoefend, kan pijn of ongemak veroorzaken.
De papil wordt gebruikt als anatomisch herkenningspunt bij het toedienen van een zenuwblokkade van de nervus nasopalatinus; de naald wordt ingebracht onder een hoek van 45°, net lateraal ten opzichte van de papilla incisiva.